# Aldea San Juan
Aldea San Juan est une localité rurale argentine située dans le département de Gualeguaychú et dans la province d'Entre Ríos.

## Histoire
Le terrain où se trouve aujourd'hui le village appartenait à Jacob Spangenberg qui, en 1889, a vendu ce terrain à un contingent de colons allemands. En 1888, 19 familles sont arrivées au port de Diamante en provenance directe de la région de la Volga. Après un séjour temporaire dans le village protestant, ils se sont rendus dans la région où ils ont fondé 3 villages. San Juan, San Antonio Village et Santa Celia. À San Juan, ils ont installé 30 familles. La plupart d'entre eux venaient des villages de Bauer et Messer, sur la Volga, en Russie.
Les limites juridictionnelles du conseil d'administration ont été fixées par le décret no 2811/1991 MGJOSP du 25 juin 1991.

## Démographie
La population de la localité, c'est-à-dire à l'exclusion de la zone rurale, était de 226 habitants en 1991. La population de la juridiction du conseil d'administration était de 466 habitants en 2001.

## Statut de commune
La réforme de la Constitution de la province d'Entre Ríos entrée en vigueur le 1er novembre 2008 a prévu la création de communes, qui a été réglementée par la loi sur les communes no 10644, adoptée le 28 novembre 2018 et promulguée le 14 décembre 2018. La loi prévoit que tout centre de population stable d'une superficie d'au moins 75 km2 contenant entre 700 et 1 500 habitants constitue une commune de 1re catégorie. La loi sur les communes a été réglementée par le pouvoir exécutif provincial par le biais du décret no 110/2019 du 12 février 2019, qui a déclaré la reconnaissance ad referendum du pouvoir législatif de 34 communes de 1re catégorie à compter du 11 décembre 2019, parmi lesquelles se trouve Aldea San Juan. La commune est dirigée par un département exécutif et un conseil communal de 8 membres, dont le président est également le président communal. Ses premières autorités ont été élues lors des élections du 9 juin 2019.